# Théâtre La Marjolaine
Le théâtre La Marjolaine est un théâtre situé à Eastman au Québec. Il a été fondé en 1960 par Marjolaine Hébert, Gilbert Comtois, Hubert Loiselle et Louise Rémy. Depuis 2004, le théâtre appartient à Marc-André Coallier et est sous sa direction artistique.

## Histoire
À ses débuts, le théâtre se nommait Théâtre de Marjolaine. De 1960 à 1963, le théâtre présentait jusqu'à quatre pièces différentes par été. les premières "Affiches" étaient réalisées par le peintre et caricaturiste Normand Hudon. À partir de 1964, on y présente (en création originale) des pièces québécoises, nouvelles et du répertoire, en particulier du théâtre musical.

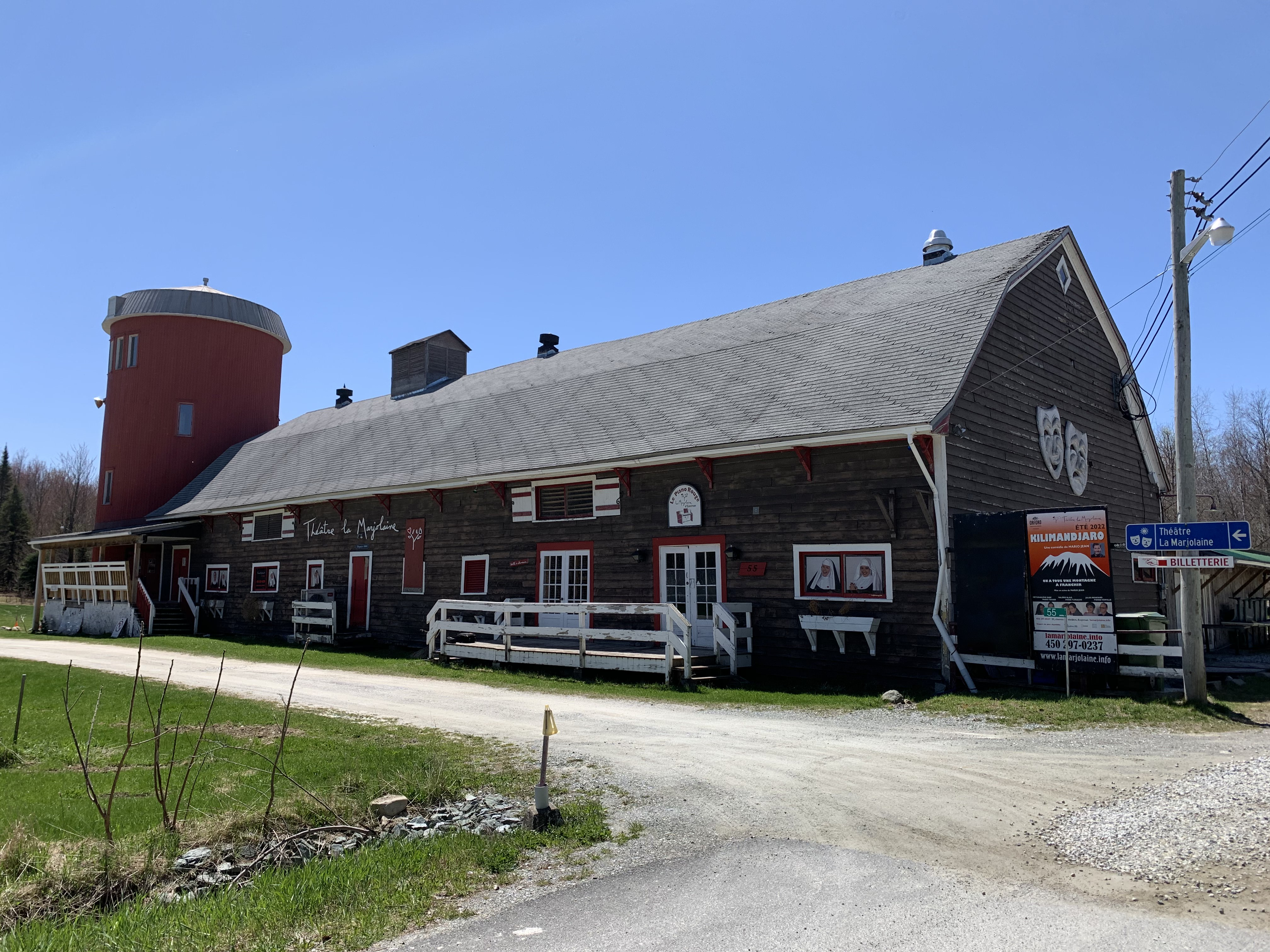
Le Théâtre la Marjolaine

C'est en juin 1964 que fut créée à La Marjolaine la première comédie musicale canadienne d'expression française : Doux temps des amours (texte : Louis-Georges Carrier et Élois DeGrandmont sur des musiques de Claude Léveillée).
C'est aussi en 1964 que la boîte à chansons du Théâtre La Marjolaine change de nom pour Le chat gris (fondée en 1960 par Normand Hudon, elle se nommait "l'Ardoise sur la butte"). Le pianiste François Cousineau y est alors le directeur musical.
En 1965, Marjolaine Hébert achète la grange et rebaptise le lieu « Théâtre de Marjolaine ».
En soixante ans (de 1960 à 2020), La Marjolaine a vu passer tous les grands comédiens, chanteurs et musiciens de ces trois décennies, notamment : Albert Millaire, Guy Sanche, Jean Besré, Élizabeth Chouvalidzé, Béatrice Picard, Monique Miller, Louise Marleau, Anne Dorval, Luc Durand, Pascal Rollin, Gaétan Labrèche, Guy Jodoin, Marc Labrèche, Janine Sutto, Jean-Louis Millette, Jean-Pierre Ferland, Renée Claude, Diane Dufresne, Les Alexandrins, Michel Donato, Robert Charlebois, Dorothée Berryman, Louise Portal, Sylvain Lelièvre, Sylvie Léonard, Edgar Fruitier et Gilles Pelletier .
Lorsque Marjolaine Hébert se retire en 1994, le théâtre reste fermé pendant un été (en 1995). En attente d'un acheteur, elle loue l'endroit à Jean-Bernard Hébert (producteur de théâtre) qui ramènera le théâtre musical dans les murs de cette grange plus que centenaire qui changera à nouveau de nom pour le Théâtre d'Eastman. Le théâtre a été racheté en décembre 2003 par Marc-André Coallier et est rebaptisé Théâtre La Marjolainel. De plus, la boîte à chansons autrefois nommée Le Chat Gris se nomme : Le Piano Rouge, en l'honneur du piano de Claude Leveillée qui depuis 1964 est resté dans ce lieu.
Le Théâtre La Marjolaine a célébré ses 50 ans en 2010 avec le retour du théâtre musical : la pièce Les Inséparables de Claude Montminy et Robert Léger. En 2019, elle présente le théâtre musical Les Nonnes, un clin d'oeil à la pièce chérie du public en 1974 et en 2004.

## Liste sommaire des pièces présentées au Théâtre[4]
| Année | Titre                                                               | Distribution | Mise en scène | Texte | Musique                                                                             |
| ----- | ------------------------------------------------------------------- | --- | --- | --- | ----------------------------------------------------------------------------------- |
| 1960  | Week-EndZone Léonie est en avance La paix chez soi                  | Week-End : Denise Pelletier, Albert Millaire, Louise Rémy, Hubert Loiselle, Marjolaine Hébert, Benoit Girard, Pierre Boucher, Margot Campbell Zone : Louise Rémy et Benoit Girard Léonie est en avance : Lucille Cousineau, Georges Groulx, Colette Courtois et Albert Millaire La paix chez soi : Marjolaine Hébert et Georges Groulx | Week-End : Jean Faucher Zone : Louis-Georges Carrier Lucille est en avance : Georges Groulx La paix chez soi : Georges Groulx        | Week-End : Noël Coward Zone : Marcel Dubé Lucille est en avance : Georges Feydeau                                         |                                                                                     |
| 1961  | On purge bébé La peur des coups Pour 5 sous l'amour Le mouton blanc | On purge bébé : Marjolaine Hébert, Marcel Gabay, Stéphane Pour cinq sous d'amour : Gilbert Comtois, Hubert Loiselle, Pierre Dufresne | On purge bébé : Georges Groulx La peur des coups : Georges Groulx Pour cinq sous d'amour : Louis-Georges Carrier                     | On purge bébé: Georges Feydeau La peur des coups: Courteline Pour cinq sous d'amour: Louis-Georges Carrier et Marcel Dubé |                                                                                     |
| 1962  | Meurtre en fa dièse L'amour des 4 colonels                          | Meurtre en fa dièse : Benoit Girard, Marjolaine Hébert, Monique Miller, Monique Joly, Jean-Claude Rinfret, Richard Lorain, Jocelyn Joly et Louis-Georges Carrier L'amour des 4 colonels : Jean Doyon, Benoit Girard, Jacques Godin, Roger Garceau, Monique Miller                                                                      | Louis-Georges Carrier | Meurtre en fa dièse : Frédéric Valmain L'amour des 4 colonels : Peter Ustinov                                             |                                                                                     |
| 1963  | Monsieur Chasse! Les monstres sacrés                                | Monsieur Chasse! : Marjolaine Hébert, Marcel Cabay, Denise Pelletier et François Rozet Les monstres sacrés : Monique Chabot, Denise Pelletier, François Rozet | Louis-Georges Carrier | Monsieur Chasse! : Georges Feydeau Les monstres sacrés : Jean Cocteau                                                     |                                                                                     |
| 1964  | Doux temps des amours                                               | Andrée Lachapelle, Patricia Soleil, Louise Marleau, Claude Léveillée, Benoit Girard et Guy Sanche | Louis-Georges Carrier et Élois DeGrandmont                                                                                           | Louis-Georges Carrier et Élois DeGrandmont                                                                                | Claude Léveillée et arrangements de François Cousineau                              |
| 1965  | Il est une saison                                                   | Andrée Lachapelle, Albert Millaire, Marie-Josée Longchamps, Jean Perraud, Jean Brousseau, Richard Martin, Caroline Carel, Jean Besré | Louis-Georges Carrier | Marcel Dubé (inspiré par Le Misanthrope de Molière)                                                                       | Claude Léveillée et arrangements de François Cousineau                              |
| 1966  | Ne ratez pas l'espion                                               | Andrée Lachapelle, Monique Chabot, Élisabeth Chouvalidzé, Louis Forestier, Francinne Dionne, Philippe Arnaud, Guy Boucher, Robert Charlebois, Pascal Rollin, Guy Sanche et Pierre Thériault | Louis-Georges Carrier, Hubert Aquin, Claude Léveillée                                                                                | Louis-Georges Carrier, Hubert Aquin, Claude Léveillée                                                                     | Claude Léveillée et arrangements de François Cousineau                              |
| 1967  | On aime qu'une fois                                                 | Guy Boucher, Élizabeth Chouvalidzé, Daniel Gadouas, Jacques Godin, Marjolaine Hébert, Denise Pelletier, Pascal Rollin | Louis-Georges Carrier | Louis-Georges Carrier | Claude Léveillée                                                                    |
| 1968  | L'arche de Noé                                                      | Lise Lasalle, Guy Boucher, Françoise Lemieux, Gaëtan Labrèche, Benoit Girard, Élisabeth Chouvalidzé, Marjolaine Hébert | Louis-Georges Carrier | Louis-Georges Carrier | Claude Léveillée                                                                    |
| 1969  | Hold-Up                                                             | Monique Chabot, Yves Corbeil, Nini Durand, Marjolaine Hébert, Jacques Kanto, Réjean Roy | Marcel Dubé et Louis-Georges Carrier                                                                                                 | Louis-Georges Carrier |                                                                                     |
| 1970  | Crackpot (ou la joie d'aimer)                                       | Guy Boucher, Élisabeth Chouvalidzé, Louise Marleau, Béatrice Picard, Pascal Rollin, Pierre Thériault | Louis-Georges Carrier et François Cousineau                                                                                          | Louis-Georges Carrier | Claude Léveillée                                                                    |
| 1971  | Mascarade                                                           | Élizabeth Chouvalidzé, Gaétan Labrèche, Jean-Louis Millette, Ghislaine Paradis, Béatrice Picard, Guy Sanche, Robert Toupin | Louis-Georges Carrier | Louis-Georges Carrier | Claude Léveillée                                                                    |
| 1972  | Doux temps des amours                                               | Élizabeth Chouvalidzé, Luc Durand, Louise Marleau, Brigitte Morin, Hubert Noël, Pascal Rollin | Louis-Georges Carrier | Richard Martin | Claude Léveillée                                                                    |
| 1973  | Pour 5 sous d'amour                                                 | Muriel Berger, Dorothée Berryman, Gilbert Comtois, Daniel Gadouas, Marjolaine Hébert, Réjean Lefrançois, Albert Millaire, Serge Thériault | Louis-Georges Carrier | Louis-Georges Carrier et Marcel Dubé                                                                                      | Claude Léveillée                                                                    |
| 1974  | Le testament                                                        | Jean-Pierre Bélanger, Gilbert Comtois, Edgar Fruitier, Marc Hébert, Gaétan Labrèche, Annette Leclerc, Maryse Pelletier, Jean Perraud, Louise Turcot | Albert Millaire et Marcel Dubé | Albert Millaire | Cyrille Beaulieu                                                                    |
| 1975  | Madeleine de Véchères                                               | Louise Portal, Jean Perraud, Maryse Pelletier, Gaëtan Labrèche, Marie-Louise Dion, Daniel Gadouas, Christiane Pasquier, Robert Lalonde, Marjolaine Hébert, Gilbert Comtois | Albert Millaire | Jean Besré et Albert Millaire                                                                                             | Cyrille Beaulieu                                                                    |
| 1976  | Les héros de mon enfance                                            | Mireille Lachance, André Montmorency, Edgar Fruitier, Pauline Martin, Denis Mercier, Dorothée Berryman, Véronique Le Flaguais, Gaétan Labrèche, Cybèle (chien), Marjolaine Hébert | Gaétan Labrèche | Michel Tremblay | Sylvain Lelièvre                                                                    |
| 1977  | Folies douces                                                       | Dorothée Berryman, Andrée Boucher, France Desjarlais, Sylvia Gariepy, Mireille Lachance, Gaston Lepage, Christiane Pasquier, Maryse Pelletier, Jean Perraud, Louise Portal | Gaétan Labrèche | Roger Dumas | Sylvain Lelièvre                                                                    |
| 1978  | Un simple mariage double                                            | Jean-Louis Millette, Carole Chatel, Mireille Deyglun, Josée La Bossière, Robert Marien, Alain Fournier, Robert Daviau, Normand Lévesque | Daniel Simard | Georges Dor, Louis-Georges Carrier, Léon Bernier                                                                          | Léon Bernier                                                                        |
| 1979  | Gros lot                                                            | Normand Brathwaite, Marie-Josée Caya, Carole Chatel, Élizabeth Chouvalidzé, Jean-Jacques Desjardins, Nathalie Gascon, Sylvie Gosselin, Gaétan Labrèche, Marc Labrèche, Richard Lalancette, Sylvie Léonard, | Louis-Georges Carrier | Louis-Georges Carrier | Léon Bernier                                                                        |
| 1980  | Tournez chevaux de bois                                             | Jean-Raymond Châles, Jean-Jacques Desjardins, Johanne Garneau, Yves Labbé, André Lacoste, Sylvie Léonard, Jean-Louis Millette, Johanne Tremblay | Louis-Georges Carrier | Louis-Georges Carrier | Cyrille Beaulieu                                                                    |
| 1981  | Viens-tu jouer dans ma cour?                                        | Denis Bouchard, Normand Carrière, Jean-Raymond Châles, Jean-Jacques Desjardins, Johanne Garneau, Marjolaine Hébert, Diane Lavallée, Sylvie Léonard | Louis-Georges Carrier | Louis-Georges Carrier | Cyrille Beaulieu                                                                    |
| 1982  | Une drôle de croisière                                              | Jean-Raymond Châles, Jean-Jacques Desjardins, Johanne Garneau, Diane Lavallée, Marcel Leboeuf, Jean-Louis Millette, Linda Sorgini | Louis-Georges Carrier | Louis-Georges Carrier | Cyrille Beaulieu                                                                    |
| 1983  | Du poil aux pattes comme les CWACS                                  | Louise Deschâtelets, Marie-Michèle Desrosiers, Pauline Lapointe, Evelyn Régimbald, Lucie Routhier | Daniel Roussel | Maryse Pelletier | Jean Sauvageau                                                                      |
| 1984  | Ah! Si maman me voyait...                                           | Daniel Gadouas, Marjolaine Hébert, Diane Lavallée, Jacques L'Heureux, Pauline Martin, Jean-Louis Millette | Louis-Georges Carrier | André Dubois et Louis-Georges Carrier                                                                                     |                                                                                     |
| 1985  | Le testament                                                        | Benoit Aumais, Edgar Fruitier, Daniel Gadouas, Thomas Graton, Marjolaine Hébert, Diane Lavallée, Pascale Montpetit, Guy Nadon, Daniel Valcourt | Jean-Louis Millette | Marcel Dubé |                                                                                     |
| 1986  | La traversée surprise                                               | Patricia Nolin, Daniel Gadouas, Serge Turgeon, Jean Fontaine, Robert Toupin, Marie-Andrée Corneille et Jean-Louis Millette | André Dubois et Louis-Georges Carrier                                                                                                | Adaptation libre de Le secret de la Tsarine d'Igor Tchernikov                                                             |                                                                                     |
| 1987  | Une maison, un bébé, un BBQ                                         | Christiane Raymond, Nathalie Gascon, Germain Houde, Daniel Gadouas, Patricia Nolin | Yves Desgagnés | Élizabeth Bourget |                                                                                     |
| 1988  | Les Nonnes                                                          | Nathalie Gadouas, Suzanne Garceau, Michelle Labonté, Monique Richard et June Wallack | Raymond Cloutier | Dan Goggin, adaptation Serge Grenier                                                                                      | Céline Prévost                                                                      |
| 1989  | Il était une fois                                                   | Élyse Marquis, François Godin, Joël Legendre, Catherine Pinard, Hélène Major, Michelle Labonté et Jean-Jacques Lamothe | Louis-Georges Carrier | Louis-Georges Carrier | Cyrille Beaulieu                                                                    |
| 1990  | Le dernier des Don Juan                                             | Jean-Louis Millette, Patricia Nolin, Sylvie Léonard et Marjolaine Hébert | Louis-Georges Carrier | Neil Simon (adaptation québécoise de Renée Dionne)                                                                        |                                                                                     |
| 1991  | Appelez-moi Stéphane                                                | Daniel Gadouas, Louise Turcot, Jacques L'Heureux, Sylvie Gosselin, Jean-Jacques Lamothe, Monique Gosselin | Louis-Georges Carrier | Claude Meunier et Louis Sala                                                                                              | Cyrille Beaulieu                                                                    |
| 1992  | Premières de classe                                                 | Marie-France Marcotte, Pascale Montpetit, Anne Dorval, Dominique Quesnel | René Richard Cyr | Casey Kurtti (traduction de Michel Tremblay)                                                                              | Christian Thomas                                                                    |
| 1993  | Les Nonnes II                                                       | Nathalie Gadouas, Michelle Labonté, Danièle Lorain, Hélène Major, Monique Richard | Louis-Georges Carrier | Dan Goggin (adaptation et traduction de Danièle Lorain et Sylvie Lorain)                                                  | Cyrille Beaulieu                                                                    |
| 1994  | Folie des années folles                                             | | Lorraine Beaudry | |                                                                                     |
| 1996  | Un village de fous                                                  | Monique Miller, Albert Millaire, Suzanne Clément, Stéphane Brulotte, Danièle Lorain, Jacques Baril, Marcel Pomerlo, Alexandre Gagné, Jean-François Boudreau, Francis Vachon | Jacques Lessard | Neil Simon (traduction de Benoit Girard)                                                                                  | Yves Léveillée                                                                      |
| 1997  | Tricoté serré                                                       | Donald Pilon, Louisette Dussault, Raymond Cloutier, Pauline Lapointe, Gabrielle Mathieu, Christiane Proulx | André Montmorency | Michel Duchesne |                                                                                     |
| 1998  | Des grenouilles et des hommes                                       | | André Montmorency | Michel Duchesne |                                                                                     |
| 1999  | Les girls à Clémence                                                | Sylvie Ferlatte, France Castel, Andrée Lachapelle, Nathalie Gadouas, Monique Richard | Louison Danis | Clémence Desrochers |                                                                                     |
| 2000  | Les 400 coups                                                       | | | |                                                                                     |
| 2001  | Qu'est-ce qu'on attend pour être heureux?                           | | | |                                                                                     |
| 2002  | Toc toc chez madame Bolduc                                          | | | |                                                                                     |
| 2004  | Les Nonnes                                                          | Nathalie Coupal, Marie-Michèle Desrosiers, Martine Francke, Diane Garneau, Violaine Paradis | Yvon Bilodeau | Dan Goggin | Pierre Potvin                                                                       |
| 2005  | Dix-huit trous pour quatre                                          | Marc-André Coallier, André Robitaille, Stephan Côté, Luc Senay | Yvon Bilodeau | Norm Foster (traduction de Serge Grenier)                                                                                 | Pierre Potvin                                                                       |
| 2006  | P.S. Ton chat est mort                                              | Antoine Durand, Joël Marin, Isabelle Lemme | Yvon Bilodeau | James Kirkwood | Robert Léger                                                                        |
| 2007  | Dix-huit trous pour quatre                                          | Marc-André Coallier, Stéphan Côté, Joël Martin, Luc Senay | Yvon Bilodeau | Norm Foster (traduction de Serge Grenier)                                                                                 | Pierre Potvin                                                                       |
| 2008  | La Fête des pères                                                   | Luc Chapdelaine, Jean-Pierre Chartrand, Normand Chouinard, Paul Dion et Antoine Durand | Yvon Bilodeau | Jean-Raymond Marcoux | Pierre Potvin                                                                       |
| 2009  | Premières de classe                                                 | Nathalie Coupal, Martine Francke, Diane Lavallée et Caroline Lavigne | Yvon Bilodeau | Casey Kurtti (traduction de Michel Tremblay)                                                                              |                                                                                     |
| 2010  | Les inséparables                                                    | | Yvon Bilodeau | Claude Montminy | Robert Léger                                                                        |
| 2011  | Le Go-Go Show!Folle odyssée de Jacques Cartier                      | | Lorraine Beaudry | |                                                                                     |
| 2012  | Cordes sensibles                                                    | | | |                                                                                     |
| 2013  | Un coup de maître                                                   | | | Claude Montminy |                                                                                     |
| 2014  | Bébé à bord                                                         | Marc-André Coallier, Maxime Tremblay, Catherine Renaud, Mirianne Brûlé | | Claude Montminy |                                                                                     |
| 2015  | Méchant week-end                                                    | Marc-André Coallier, Maxime Tremblay, Catherine Renaud, Mirianne Brûlé | | Norm Foster (traduction de Roc Lafortune)                                                                                 |                                                                                     |
| 2016  | Backstage                                                           | Jean Petitclerc, Fred-Éric Salvail, Kevin Houle, Pascale Montreuil, Émilie Allard, Émilie Josset, Laurie Blanchette, Mélissa L'Écuyer, Jocelyn Coutu et Maud Beauchemin | Olivier Loubry | Kevin Houle (texte) et Fred-Éric Salvail (paroles de chansons)                                                            |                                                                                     |
| 2017  | Je vous écoute                                                      | Mario Jean, Marc-André Coallier, France Parent et Luc Boucher | Bernard Fortin | Bénabar et Héctor Cabello Reyes (adaptation de Mario Jean)                                                                |                                                                                     |
| 2018  | On t'aime Mickaël Gouin!Salut Claude!                               | Sarah-Anne Parent, Mickaël Gouin, Léane Labrèche-Dor, Olivier Aubin, Chantal Dumoulin et Louis-Olivier Mauffette Simon Fréchette Daoust, Andréanne Marchand-Girard, Émilie Allard | Dominic Quarré | Olivier Aubin, Dominic Quarré et Luc Boucher                                                                              | Salut Claude! : Claude Léveillée, Édith Piaf avec arrangements de Marc-André Perron |
| 2019  | Les Nonnes                                                          | Dorothée Berryman, Chantal Lamarre, Rosie-Anne Bérubé Bernier, Caroline Lavigne, Lisa Palmieri, Andy St-Louis | Marc St-Martin | |                                                                                     |
| 2021  | Marc Messier - Seul... en scène!Le Tour du propriétaire             | Marc Messier - Seul... en scène! : Marc Messier Le tour du propriétaire : Marc-André Coallier | Marc Messier - Seul... en scène! : Mani Soleymanlou Le Tour du propriétaire : Marc-André Coallier en collaboration avec Alice Dorval | Marc Messier - Seul... en scène! : Marc Messier Le tour du propriétaire : Marc-André Coallier                             |                                                                                     |
| 2022  | Kilimandjaro                                                        | Marie Charlebois, Francis Vachon, Métushalème Dary, Jacques L'Heureux, Samuel Décary, Marie Turgeon | Mario Jean | Mario Jean | Pierre Tripard                                                                      |
| 2023  | Newton et les corps célèstes                                        | Frédéric Désager, Jean Maheux, Jean-François Poulin, Marie-Ève Pelletier, Hélène Durocher, Dominic St-Laurent | Sylvain Scott | Stéphane Brulotte | Yves Morin                                                                          |